# Kapel Overhuizen

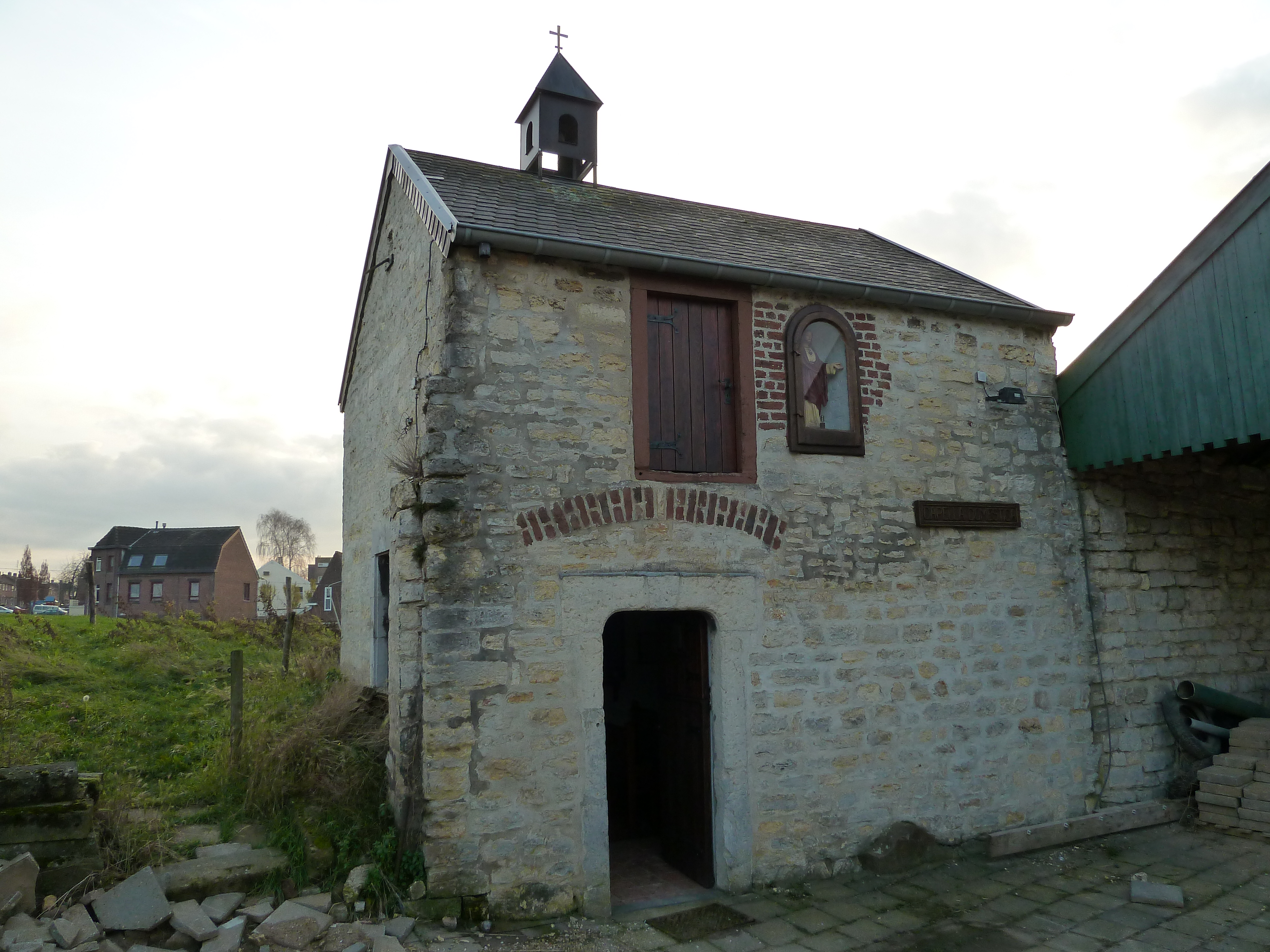
Kapel Overhuizen

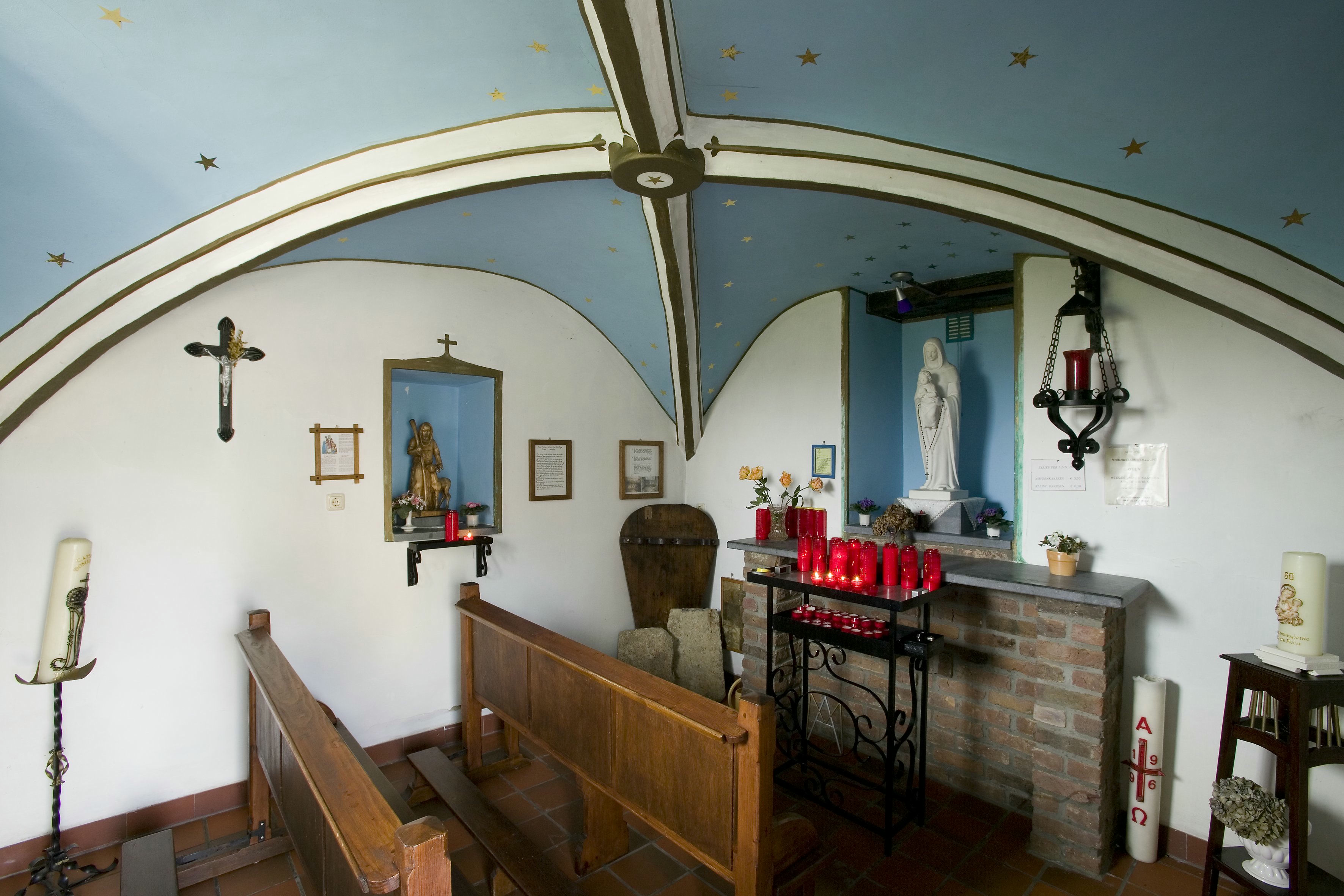
Interieur van de kapel

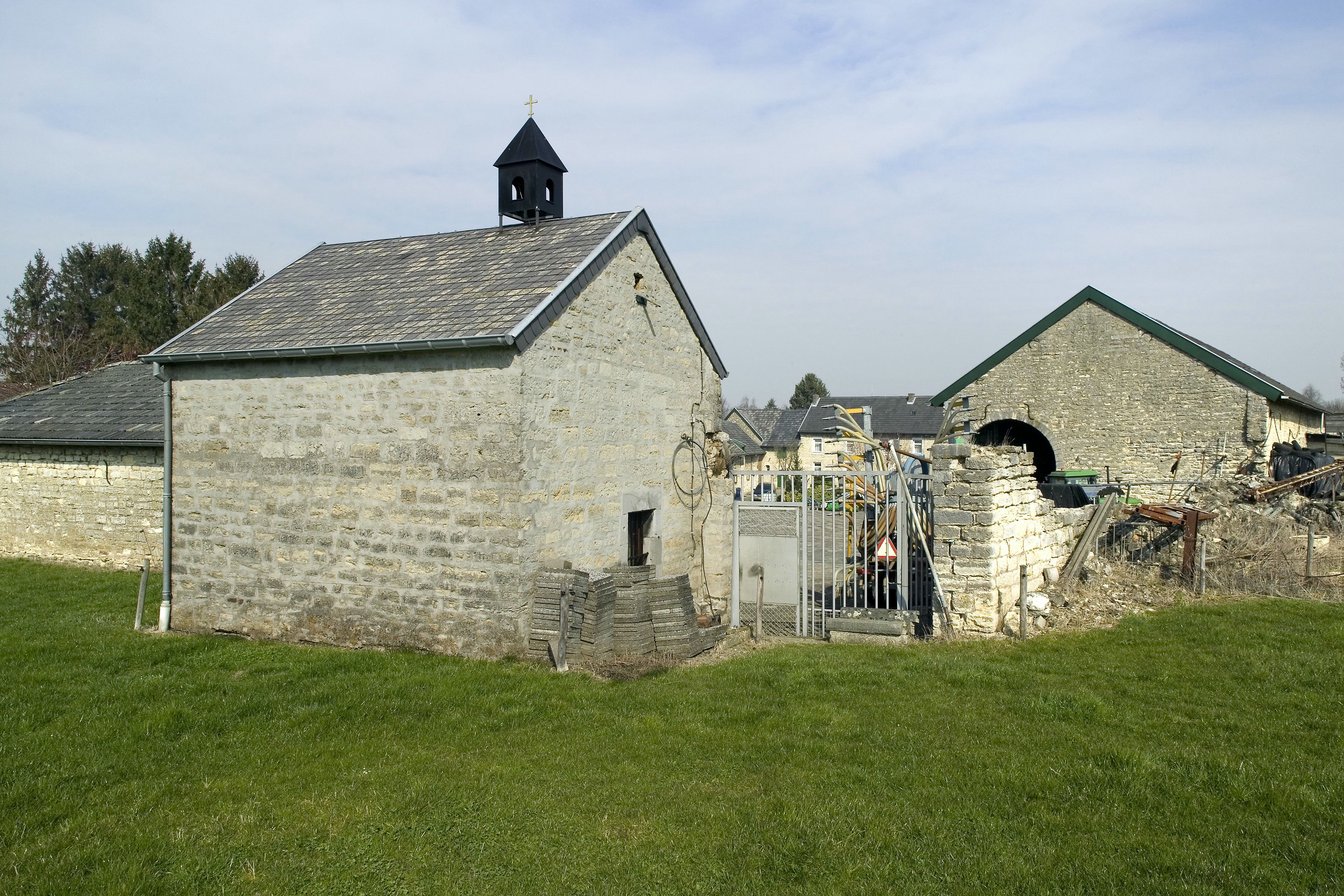
De achtergevel van de kapel

De Kapel Overhuizen, ook aan geduid met Capella Domestica, is een huiskapel in Bocholtz in de Nederlands Zuid-Limburgse gemeente Simpelveld. De kapel staat aan de zuidzijde van de binnenplaats van de Hoeve Overhuizen aan de oostrand van het dorp. Elders in het dorp, meer precies in buurtschap Broek, is nog een Mariakapel gebouwd.
De kapel is gewijd aan Maria.

## Geschiedenis
In de 17e eeuw werd de kapel met een kerkvisitatie voor het eerst in documenten genoemd. Waarschijnlijk was het Maria Francisca Von Rochow - De Lamargelle (~1646-1736) die op de hoeve woonde die deze kapel liet bouwen. Zij was een vurig Maria-vereerster.
In de periode 1794-1814 (Franse tijd) raakte de kapel in verval.
In 1822 vond er een grote verbouwing plaats waarbij de kapel verbouwd werd tot smidse en bleef als zodanig dienst doen tot ongeveer 1950.
In 1990-1991 werd de kapel gerestaureerd en werd deze in oude stijl hersteld. Op 30 juni 1991 werd de kapel opnieuw ingezegend.
Sinds 2011 raakte de kapel buiten gebruik.
In 2015 werd de kapel gerenoveerd en nam men de kapel op 11 oktober van dat jaar officieel weer in gebruik.

## Bouwwerk
De kapel is op een rechthoekig plattegrond opgetrokken in mergelsteen (breuksteen) met fragmenten van baksteen. Het bouwwerk wordt gedekt door een zadeldak met leien en op de nok staat een dakruiter met tentdak, kruis op de top en een klokje. De kapel is dwars geplaatst en de belangrijkste gevel is de noordelijke zijgevel. In deze gevel is boven de ingang een houten deur aangebracht, waar via de zolderruimte bereikt kan worden, en is er hoog midden in de gevel een nis aangebracht die afgesloten wordt met een glazen deur. In deze nis staat een Heilig Hartbeeld. De kopgevel (de gevel links van de ingang) bevat een van hardstenen omlijsting voorzien venster, dat als gevolg van grondophoging de indruk geeft van een toegangsdeur. In de lange achtergevel zijn geen vensters aangebracht.
Van binnen is de kapel wit gestuukt, waarbij het ribgewelf (exclusief de ribben zelf) blauw geschilderd is. Voor 2015 waren er op het plafond gouden sterren geschilderd. Tegen de achterwand is een altaar gemetseld. Boven het altaar bevindt zich een nis (vroeger blauw van kleur), waarin een wit Mariabeeld met kindje Jezus geplaatst is. In de wand links van het altaar is nog een nis aangebracht waarin een beeld van de heilige Eligius geplaatst is.